# Antoine Mahaut
Antoine Mahaut (talvolta anche Mahault) /ɑ̃ˈtwan maˈo/ (Namur, 1729 circa – 1785) è stato un flautista, compositore e redattore musicale belga.

## Biografia
Probabilmente fu istruito dal padre e a quindici anni entrò al servizio del vescovo di Namur, Thomas de Strickland de Sigergh. Nel 1736 si recò a Londra, dove incontrò l'editore John Walsh, presso il quale pubblicò Six Sonatas or Duets. Nel 1751 ottenne il privilegio reale per pubblicare le proprie opere. I suoi viaggi lo portarono anche a Dresda e Augusta.
Dopo aver vissuto ad Amsterdam dal 1733 al 1777, per sfuggire ai creditori fu costretto a trasferirsi a Parigi, dove aveva già vissuto nel 1740 e nel 1755. Trascorse gli ultimi anni della sua vita in un convento in Francia.

## Opere

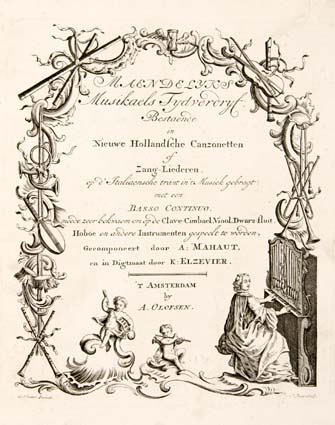
Copertina di Maendelyks musikaels tydverdryf

Ad Amsterdam fece pubblicare trii, duetti e sonatine con flauto di sua composizione. Lo stile delle sue sinfonie si avvicina a quello di Carl Stamitz e di François-Joseph Gossec. 
Fra le opere pubblicate ad Amsterdam troviamo un periodico, il Maendelyks musikaels tydverdryf, bestaende in nieuwe hollandsche canzonetten of zang liederen, op d'tialiaensche trant in't musiek gebragt, met een basso continuo. Meede zeer bekwaem om op de clave-cimbael, viool, dwarsfluit, hoboë en andere instrumenten gespeelt te worden. Nove numeri furono pubblicati nel 1751-1752 contenenti varie arie e chanson di sua composizione nello stile italiano.
Nel 1752 pubblicò in francese e in nederlandese la Nouvelle méthode pour apprendre en peu de temps à jouer la flute traversière / Nieuwe manier om binnen korten tijd op de dwarsfluit te leeren spelen, un trattato sul flauto traverso.
- Six Sonatas or Duets (1736, Londra)
- 6 sonate per flauto op. 1 (1740, Amsterdam)
- 6 sonate per flauto, oboe o violino (Parigi, 1755)
- 6 sonate da camera per 2 flauti o violini e basso continuo (Parigi, 1755)
- 6 Sonatas or Duets per due flauti o violini (Londra, 1756)
- Vari trii (Amsterdam)
- Vari concerti per flauto tecnicamente molto impegnativi
- 6 sinfonie a più stromenti op. 2 (Amsterdam, 1751 e Parigi, 1759)
- 6 sinfonie a quadro (Augusta, 1751)

## Fonti
- The New Grove Dictionary of Music and Musicians, Londra, 2001
- Dictionnaire des compositeurs de Belgique, 2006.
- Contenuto del Maendelyks Musikaels Tydverdryf.